# Alfa Romeo 166
Alfa Romeo 166 är en större bilmodell av sedantyp som presenterades 1998 då den ersatte 164-modellen. 
Designen, som anknöt till den mindre 156 gjordes av Walter de'Silva vid Centro Stile Alfa Romeo. Till en början erbjöds modellen med fem olika motorer; en fyrcylindrig 2,0 liters bensinmotor, tre stycken sexcylindriga bensinmotorer på 2,0 turbo, 2,5 respektive 3,0 liter, samt en femcylindrig dieselmotor på 2,4 liters cylindervolym. Samtliga förekommer i andra produkter inom Fiatkoncernen.
Modellen tillverkas i Mirafiorifabriken utanför Turin och har aldrig blivit någon storsäljare, vare sig i Sverige eller övriga delar av världen. År 2003 genomgick 166 en större ansiktslyftning, vilken resulterade i ett helt nytt frontarrangemang samt reviderade motoralternativ.
Den nya modellen Alfa Romeo 169 kommer att ersätta såväl Alfa 159 som gamla Alfa 166. Den nya modellen förväntas lanseras under 2013.

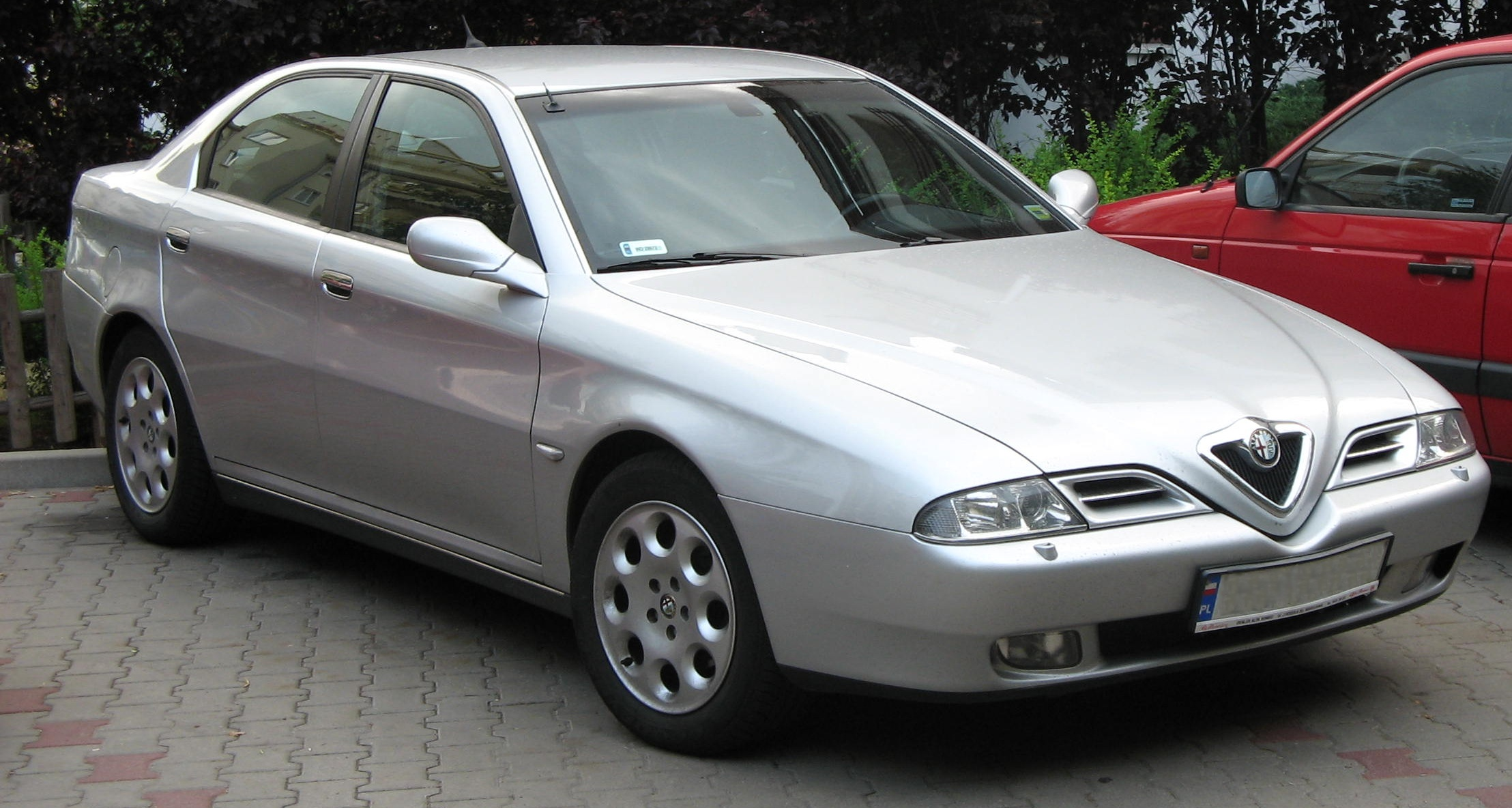
Alfa Romeo 166 innan ansiktslyftningen (1998-2003).

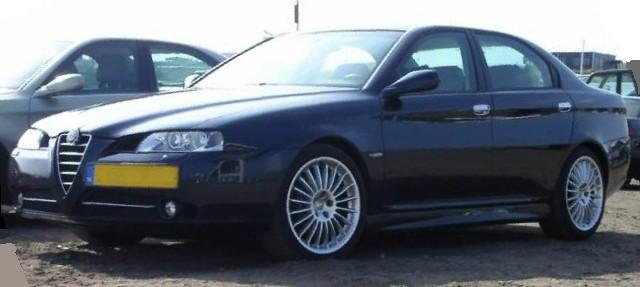
Alfa Romeo 166 efter ansiktslyftningen (2003-2009).